# FIR (Verein)

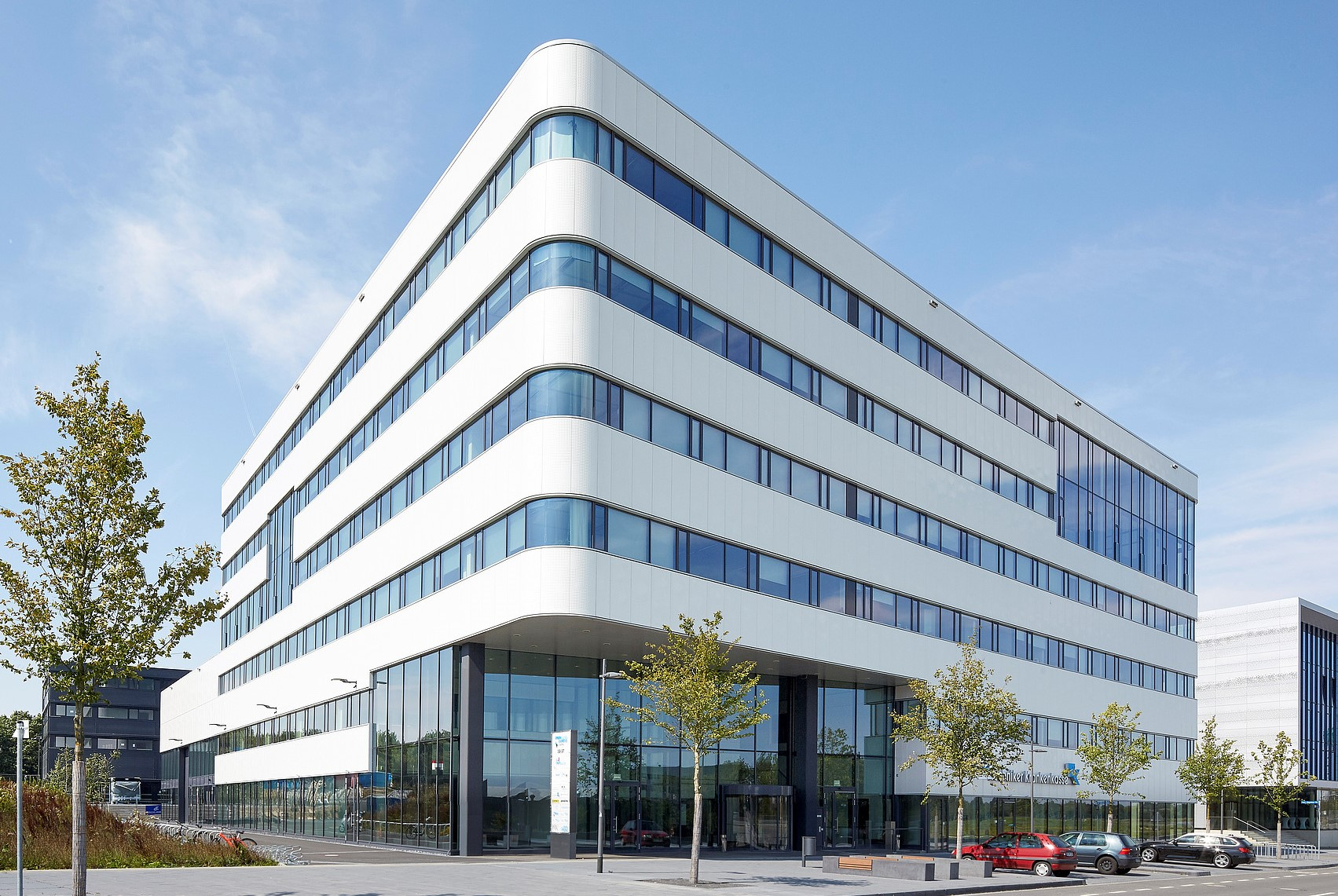
Sitz des Vereins im Cluster Smart Logistik auf dem Campus-Melaten

Der FIR e. V. an der RWTH Aachen (Forschung–Innovation–Realisierung) ist ein An-Institut, das an die RWTH Aachen angegliedert ist. Der eingetragene Verein widmet sich praxisrelevanten Forschungsfragen der Betriebsorganisation und der Unternehmensentwicklung. Ziel des Instituts ist die Entwicklung von Methoden zur Steigerung, Erhaltung und Wiederherstellung der Wettbewerbsfähigkeit, vor allem für kleine und mittlere Unternehmen.

## Geschichte
1953 wurde die Forschungsinstitut für Rationalisierung unter der Trägerschaft des „Vereins zur Förderung von Forschungsinstituten der Rationalisierung“ in Aachen gegründet. Neben Vertretern der Wissenschaft und der Wirtschaft gehörte auch das Nordrhein-Westfälische Ministerium für Wirtschaft und Verkehr zu den Initiatoren. Gründungsdirektor war Joseph Mathieu. Das ursprüngliche Ziel des Instituts lag in der Produktivitätssteigerung für den deutschen Binnenmarkt. Die Finanzierung erfolgte aus Landesmitteln. Im Jahr 1977 wurde das Institut eines der ersten Blaue-Liste-Institute und wurde bis 1984 hälftig aus Bundesmitteln und Landesmitteln finanziert. Ab 1984 wurde das Institut zunächst als Landesinstitut weitergeführt.
Seit der Gründung des Instituts bestand eine Kooperation mit dem „Institut für Arbeitswissenschaft“ der RWTH Aachen. Im Jahr 1986 wurde die Kooperation mit dem IAW in einem Vertrag mit der RWTH Aachen formell geregelt, seitdem ist es ein so genanntes An-Institut.

## Arbeitsgebiete
Die Tätigkeiten des FIR zielen darauf, die Betriebsorganisation für die „Unternehmen der Zukunft“ systematisch zu entwickeln und exemplarisch umzusetzen. Die entwickelten Methoden und Werkzeuge sollen insbesondere kleinen und mittelständischen Unternehmen zur Verfügung gestellt werden. Im Verhältnis zwischen Praxis und Theorie betreibt das Institut anwendungsbezogene Forschung bei aktiver Mitgestaltung durch die Unternehmen. Die Forschungsergebnisse werden branchen- und betriebsbezogen aufbereitet, um den Transfer in die Unternehmen zu fördern.